# دوغلاس أ. وارنر الثالث
دوغلاس أ. وارنر الثالث (بالإنجليزية: Douglas A. Warner III) هو مصرفي أمريكي، ولد في 9 يونيو 1946 في نيويورك في الولايات المتحدة.

## وصلات خارجية
- دوغلاس أ. وارنر الثالث على موقع إن إن دي بي (الإنجليزية)